# ジョージャ・フォックス
ジョージャ・フォックス（Jorja Fox, 1968年7月7日 - ）は、アメリカ合衆国の女優である。ニューヨーク州ニューヨーク市生まれ。身長1m75cm。

## 来歴
両親ともモントリオール出身。フロリダで育ち、高校卒業後にモデル・コンテストに入賞してニューヨークに移り、モデル・女優として活動するようになる。何本かの自主映画に出演した後、『ER緊急救命室』においてインターンのマギー・ドイル役に抜擢されて知られるようになる。その後も『ザ・ホワイトハウス』や『CSI』で着実にキャリアを重ねている。
2000年から科学捜査官サラ・サイドル役で出演した『CSI:科学捜査班』は、2007年の第8シーズン途中で降板したが、第10シーズンではレギュラーに戻り、最終回まで出演した。その後、同番組のリバイバル版である『CSI: ベガス』にも出演したが、諸事情によりシーズン1のみの出演となった。

### プライベート
ベジタリアンであり、PETAをサポートしている。

## フィルモグラフィー

### 映画
| 公開年 | 邦題 原題                                           | 役名         | 備考                 |
| ------ | --------------------------------------------------- | ------------ | -------------------- |
| 1998   | ヴェロシティ・ラン                                  | アリス       |                      |
| 2000   | メメント                                            | レナードの妻 | 日本での公開は2001年 |
| 2011   | スピードMAX WILD MISSION                            | シェリル     |                      |
| 2021   | 明日への地図を探して The Map of Tiny Perfect Things | グレタ       |                      |

### ドラマ
| 放送年    | 邦題 原題                                                | 役名               | 備考                                                     |
| --------- | -------------------------------------------------------- | ------------------ | -------------------------------------------------------- |
| 1993      | ロー&オーダー Law & Order                                |                    | 1エピソードに出演                                        |
| 1996-1999 | ER緊急救命室 ER                                          | マギー・ドイル     | テレビシリーズ、第3シーズンから第5シーズンまでレギュラー |
| 1997      | ハウス・オブ・フランケンシュタイン House of Frankenstein | フェリシティ       | テレビ映画                                               |
| 2000      | ザ・ホワイトハウス The West Wing                         | ジーナ・トスカーナ | テレビシリーズ、5エピソードに出演                        |
| 2000-2012 | CSI:科学捜査班 CSI: Crime Scene Investigation            | サラ・サイドル     | レギュラー、226エピソードに出演                          |
| 2009      | 私はラブ・リーガル Drop Dead Diva                        | マリアンヌ         | シーズン1 第6話に出演                                    |

1. ↑  GoVeg.com